# Bambusacris greeni
Bambusacris greeni är en insektsart som beskrevs av Henry, G.M. 1933. Bambusacris greeni ingår i släktet Bambusacris och familjen gräshoppor. Inga underarter finns listade i Catalogue of Life.